# Viorel Marineasa
Viorel Marineasa (n. 2 septembrie 1944, Țipari, Timiș) este prozator, eseist, publicist, editor. Este cofondatorul Editurii Marineasa din Timișoara.

## Biografie

### Studii
Facultatea de Filologie a Universității din Timișoara 

Doctorat în Filologie cu lucrarea Sensul tradiției în publicistica lui Nichifor Crainic și a lui Nae Ionescu

### Parcurs profesional
Metodist/referent la Casa de Cultură a Studenților din Timișoara. A coordonat apariția fanzinului science fiction Paradox (premiul EuroCon, Montpellier, 1987) al cenaclului H.G. Wells (în perioada 1978-1989). Coordonator al unor numere literare ale revistei Forum studențesc, realizate cu concursul cenaclului Pavel Dan (1979-1987). 

Membru în colectivul de redacție al revistei Orizont (din 1990). 

Redactor șef, apoi director al Editurii de Vest din Timișoara (1990-1993). 

Consilier editorial al Editurii Marineasa (din 1993). 

Șef al departamentului cultural la cotidianul Realitatea bănățeană (1995-1996). 

Coordonator al Suplimentului de marți. 

Lector, apoi conferențiar la Universitatea din Timișoara, Facultatea de Științe Politice, Filosofie și Științe ale Comunicării, specializarea Jurnalism (1997-2010). 

### Afilieri
Membru al Uniunii Scriitorilor din România 

Membru fondator al Asociației Scriitorilor Profesioniști (ASPRO) 

Membru fondator al Societății Timișoara 

Membru fondator al Editurii Amarcord 

Membru fondator și vicepreședinte al Asociației culturale Ariergarda 

## Volume publicate
Secțiunea Unchiul din volumul Drumul cel mare, Editura Facla, Timișoara, 1985. 

Litera albă (roman), Editura Facla, Timișoara, 1988. 

În pasaj (roman), Editura Militară, București, 1990. 

Unelte, arme, instrumente (proză scurtă), Editura Cartea românească, București, 1992. 

Rusalii '51. Fragmente din deportarea în Bărăgan (coautor - Daniel Vighi), Editura Marineasa, Timișoara, 1994. 

Dicasterial (proză scurtă), Editura Arhipelag, Târgu Mureș, 1995. 

Deportarea în Bărăgan. Destine, documente, reportaje (coautori: Daniel Vighi, Valentin Sămînță), Editura Mirton, Timișoara, 1996. 

O cedare în anii '20 (proză scurtă), Editura Paralela 45, Pitești, 1998. 

Fahrplan fϋr die Sixties, coautor - Daniel Vighi, ediție bilingvă, traducere de Gerhardt Csejka, Edition Solitude, Stuttgart, 2003. 

Rusalii '51. Fragmente din deportarea în Bărăgan (ediția a II-a, revăzută și adăugită), Editura Marineasa, Timișoara, 2004. 

Tradiție supralicitată, modernitate diortosită. Publicistica lui Nichifor Crainic și a lui Nae Ionescu, la o nouă citire, Editura Universității de Vest, Timișoara, 2004. 

Noțiuni de secretariat de redacție, Marineasa & Brumar, Timișoara, 2004. 

Despre Banat, în registru normal, Modus PH, Reșița, 2009. 

Vederi din Timișoara, Institutul European, Iași, 2010. 

## Antologii, ediții îngrijite
- Zona. Prozatori și poeți timișoreni din anii '80 și '90 (în colaborare cu Gabriel Marineasa), Editura Marineasa, Timișoara, 1997
- Generația '80 în proza scurtă (în colaborare cu Gheorghe Crăciun), Editura Paralela 45, Pitești, 1998
- Sever Bocu, Drumuri și răscruci. Memorii (în colaborare cu Cornel Ungureanu), Editura Marineasa, Timișoara, 2005
- Nicolae Ivan, Istoria a două secole de teatru liric la Timișoara (în colaborare cu Smaranda Vultur), Editura Marineasa, Timișoara, 2006
- Ion Monoran, Eu însumi, Cartea Românească, București, 2009 (în colaborare cu Daniel Vighi).
- Scriitori la poliție, coord. de Robert Șerban, Editura Polirom, 2016

## Prezență în alte volume
Chef cu femei urâte. Cele mai bune povestiri 1995-1996, antologie de Dan-Silviu Boerescu, Editura Alfa, București, 1997. 

Experimentul literar românesc postbelic, volum semnat de Monica Spiridon, Ion Bogdan Lefter, Gheorghe Crăciun, Editura Paralela 45, Pitești, 1998. 

Romanian Fiction of the '80s and '90s. A Concise Antology, Paralela 45, Pitești, 1999. 

Ilie Rad (coordonator), Jurnalismul cultural în actualitate, Editura Tribuna, Cluj-Napoca, 2005. 

Banat: Un Eldorado aux confins (coordonator – Adriana Babeți), Editura Universității Paris IV – Sorbonne, 2007. 

Dilingo. „nyolcvanas nemzedek”. 10 kortars roman novellista, Noran, Budapest, 2008 (antologie alcătuită de Virgil Podoabă și Traian Ștef; prefață de Esterhazy Peter; texte VM traduse de Nemeti Rudolf). 

Cartea străzii Eugeniu de Savoya, Editura Brumar, Timișoara, 2009. 

Cartea de la Lipova. Spații părăsite, Editura Mirador, Arad, 2009. 

Antologia prozei scurte transilvane actuale, Limes, Cluj-Napoca, 2010 (ediție îngrijită de Ovidiu Pecican). 

Atentat împotriva revoluției române, Asociația Memorialul Revoluției 16-22 decembrie 1989, Timișoara, 2010 (antologie de Lucian-Vasile Szabo).